# Тьонан

35°23′12″ пн. ш. 140°14′14″ сх. д. / 35.38667° пн. ш. 140.23722° сх. д.
Тьо́нан (яп. 長南町, ちょうなんまち, МФА: [t͡ɕoːnaɴ mat͡ɕi̥]) — містечко в Японії, в повіті Тьосей префектури Тіба. Станом на 1 жовтня 2008 площа містечка становила 65,38 км². Станом на 1 січня 2009 населення містечка становило 9339 осіб.